# Omicron propodeale
Omicron propodeale är en stekelart som beskrevs av Giordani Soika 1978. Omicron propodeale ingår i släktet Omicron och familjen Eumenidae. Inga underarter finns listade i Catalogue of Life.